# Koas Krala
Koas Krala là một huyện (srok) của tỉnh Battambang, một tỉnh tây bắc Campuchia.

## Hành chính
Huyện này được chia thành 6 xã (khum).
| Khum (xã)   | Phum (làng) |
| ----------- | --- |
| Thipakdei   | Samraog, KanTuot, Ra, Chay Balangk, Cheug Tenh, Ta Thok, Kouk Poun, Boeng Snao, Tuol Mtes, Koun Prum, Boeng Reang |
| Koas Krala  | Spean, Voat, Koas Krala, Tuol Balangk, Toul Ta Muem, Thmei, Prey Popel, Beong Chhneah, Damnak Kakaoh              |
| Hab         | Hab, Chambak, Sambour, Sameakki, Trapeang Dang Tuek, Kouk Trom, Klaeng Chuor                                      |
| Preah Phos  | Sach Hab, Boeng Preah, Prey Phdau, Kab Prich, Ta Khao, Koy Veaeng, Prey Chak, Ta Nuot, Boeng Preah Kralanh        |
| Doun Ba     | Ba Srae, Doun Ba, Prey Phnheas, Tuol Lieb, Kouk Roka, Khlaeng Kong, Khvaeng, Prey Paen                            |
| Chhnal Moan | Chhnal Moan, Krang Svat, Banteay Char, Ruessei Preah, Prey Sen, Prey Totueng, Samraong                            |